# پل دورن
پل دورن (فرانسوی: Paul Durin‎; ۳ ژانویهٔ ۱۸۹۰ – ۲۴ مهٔ ۱۹۵۵) ژیمناست هنری اهل فرانسه بود.